# 斯洛伐克羅姆人

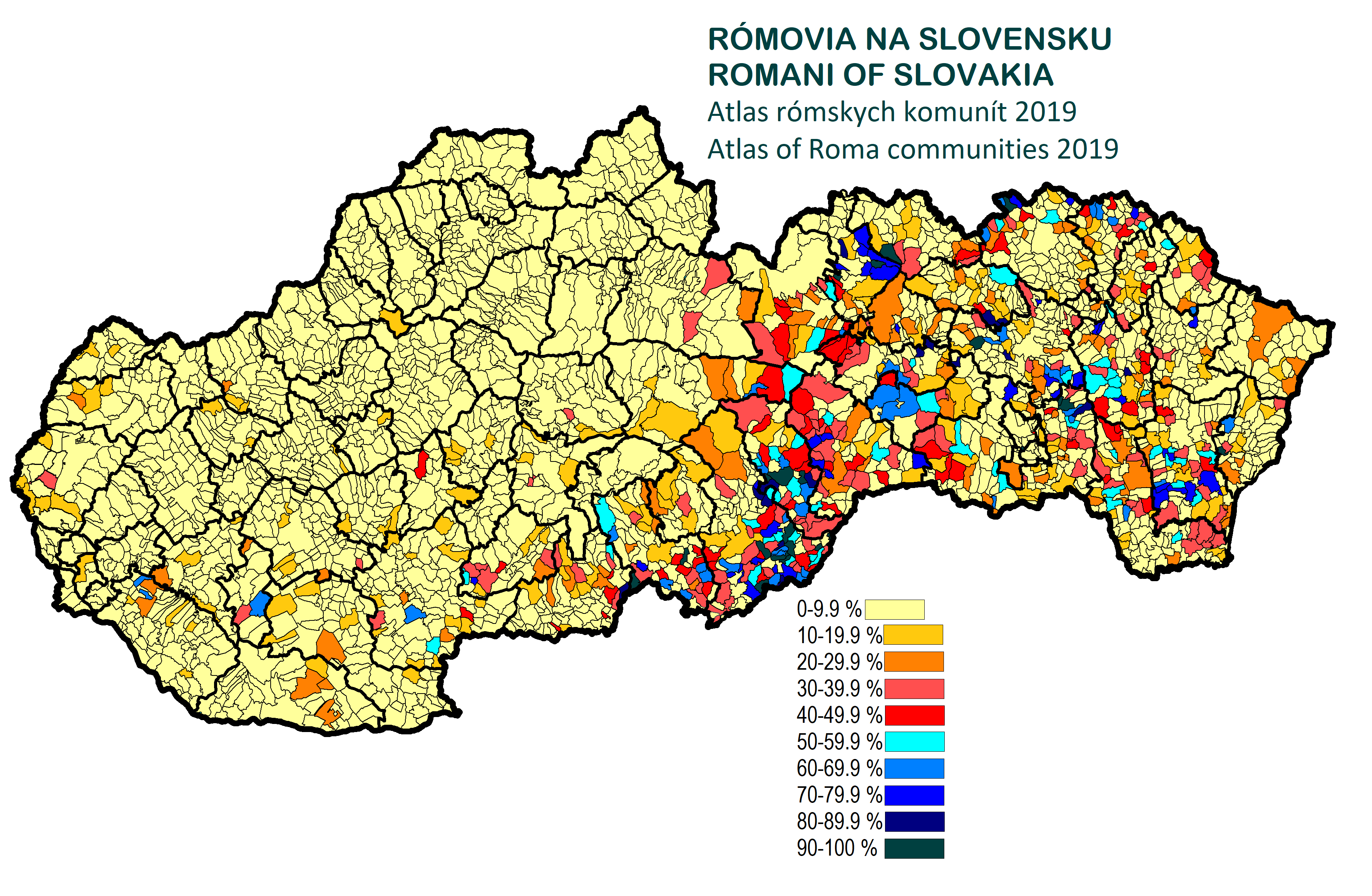
2019年於斯洛伐克各城市的斯洛伐克羅姆人占比

斯洛伐克羅姆人亦稱為斯洛伐克吉普賽人，為一支於14世紀便定居於斯洛伐克的羅姆人分支，根據該國官方2018年的數據，總共有111,889名斯洛伐克羅姆人居住在該國，約佔總人口的2.1%。而據估計實際人口應至少有458,000至560,000羅姆人居住在斯洛伐克，約佔總人口的10%。

## 歷史

### 遷移到斯洛伐克
1322年，於現今屬於斯洛伐克的匈牙利王國地區記載下小規模的羅姆人目擊記錄，並從1417年起記錄了大規模的羅姆人游牧浪潮。1423年，斯洛伐克羅姆人在斯皮什城堡收到了來自盧森堡王朝的匈牙利國王西吉斯蒙德的法令，該法令授予他們在歐洲內的通行權和定居權，以便提供與鄂圖曼土耳其作戰的皇家軍隊所需之金屬工匠。
在隨後的幾個世紀裡，雖然在西歐和中歐的羅姆人受到暴力對待並經常遭受驅逐，但匈牙利王國和哈布斯堡君主國大體上為羅姆人社群提供了一個寬容和穩定的避風港。在18世紀，哈布斯堡家族的約瑟夫二世試圖“文明化”斯洛伐克羅姆人，而禁止他們的著裝和習俗並以日耳曼禮儀教化該族群，然而這些措施通常都以失敗告終。

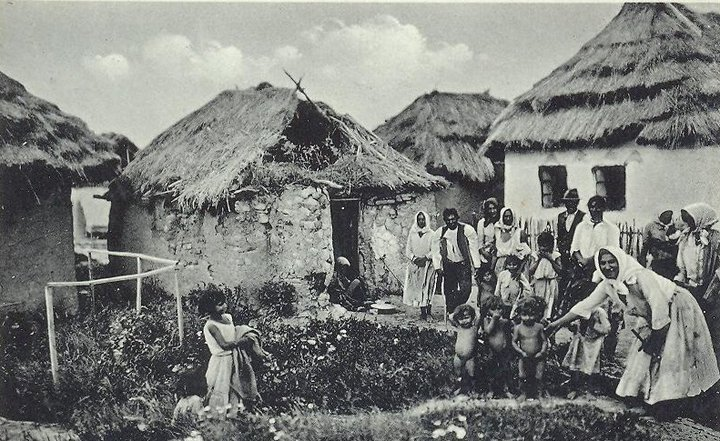
舊時羅姆人聚落

### 20世紀
在捷克斯洛伐克第一共和國於1918至1939實施的鎮壓斯洛伐克羅姆人政策之後，共產主義政府在1948至1989年統治時期中的試圖通過義務教育、就業輔導、強制絕孕以及強迫斯洛伐克羅姆人只可以小群體的方式生活等政策，將斯洛伐克羅姆人融入主流人口中。1958年該政府禁止斯洛伐克羅姆人的游牧生活方式，並計畫性的將部分斯洛伐克羅姆人從斯洛伐克轉移到該國的捷克地區。
儘管這些政策取得了部分成功，在1989年天鵝絨革命之後，斯洛伐克羅姆人再次被孤立於社會邊緣；且雖然有慷慨的社會救濟制度，但制度未能有效地將他們融入主流社會中。

## 歧視

### 教育

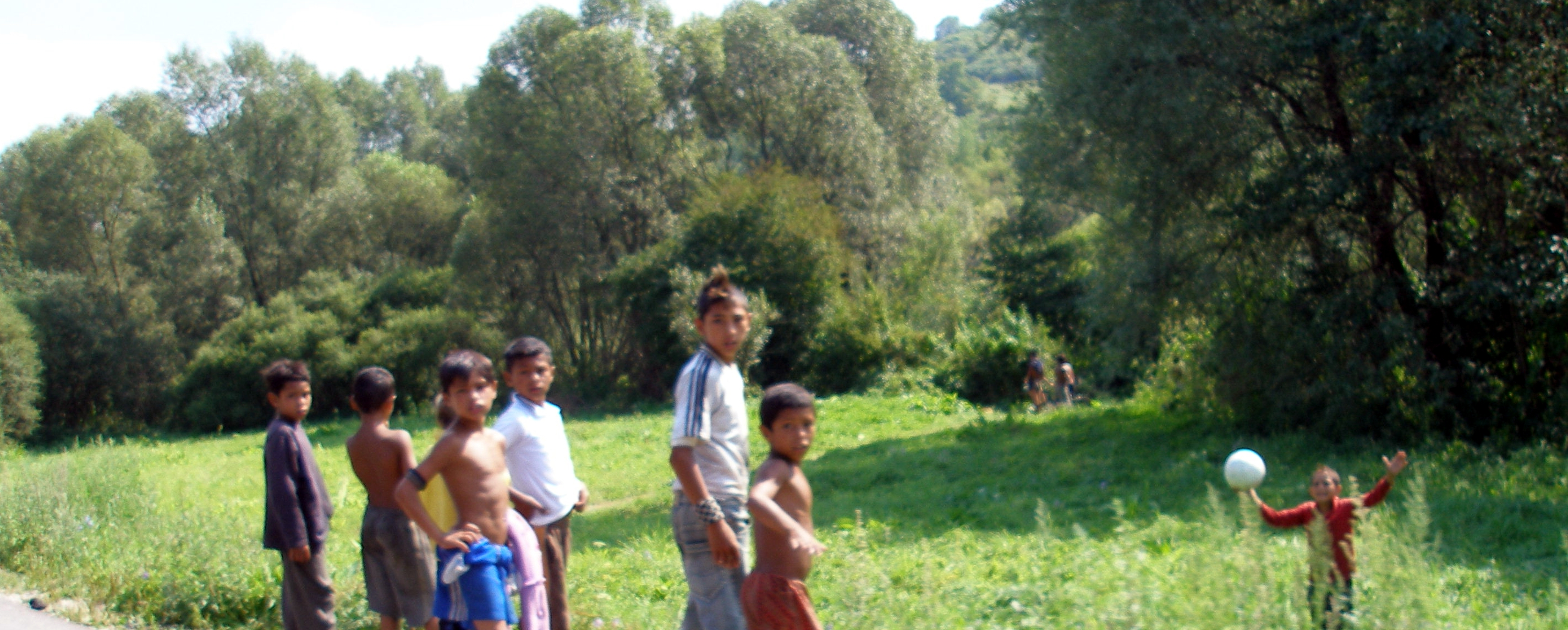
東斯洛伐克的羅姆兒童

斯洛伐克羅姆人兒童在斯洛伐克學校的歧視下被進行隔離教育，沒有像其他斯洛伐克兒童那樣接受正規教育。有些被送到輕度智力殘缺兒童學校，因此造成他們的成績水準遠低於該國兒童平均水準。國際特赦組織在《未兌現的承諾：未能結束斯洛伐克對斯洛伐克羅姆學生的種族隔離》的報告中描述了斯洛伐克當局未能終止以「教化中的種族」為由對斯洛伐克羅姆人兒童進行教育歧視的情況。根據2012年聯合國開發計劃署的一項調查，主流學校中約43%的斯洛伐克羅姆人接受了種族隔離的課程。

### 強制絕育
人權實況調查團發現，斯洛伐克羅姆人婦女的人權普遍受到侵害，其中包括強迫絕育、種族歧視地限制獲得醫療保健以及醫務人員的身體和言語虐待等。報告指出，「醫療保健提供者無視獲得絕育知情同意的必要性以及未能向斯洛伐克羅姆人患者提供準確和全面的生殖健康信息的明確和一致模式。」

### 犯罪
斯洛伐克羅姆人是斯洛伐克種族暴力和種族犯罪的主要受害者，根據歐洲羅姆人權利中心（European Roma Rights Centre，ERRC）2013年提供的監測和報告，過去兩年斯洛伐克的種族主義暴力、驅逐、威脅和更微妙的歧視形式有所增加。歐洲羅姆人權利中心認為截至2013年，斯洛伐克種族暴力及犯罪的情況是歐洲最糟糕的區域之一。

## 輿論
根據2019年皮尤研究中心的民意調查發現，76%的斯洛伐克人對斯洛伐克羅姆人持負面看法。

## 居住或出生在今斯洛伐克地區著名的斯洛伐克羅姆人
- 伊雷娜·比哈里奧娃，斯洛伐克律師和進步斯洛伐克黨主席（1980–）
- 彼得·波拉克，歐洲議會議員（1973–）
- 雅爾米拉·瓦諾娃，普通人與獨立人格籍斯洛伐克共和國國民議會議員（1965–）
- 潘納·辛卡，小提琴家（1711?–1772）
- 維爾卡·貝爾科娃，歌手（1991–）
- 帕特里克·維爾博夫斯基，說唱歌手（1977–）
- 昂德雷·里戈， 連環殺手（1955–）

## 外部鏈接
- The largest archive of gypsy music on the Internet - 100,000 gypsy songs （页面存档备份，存于）
- CNN: Slovakia seeks help on Roma issue （页面存档备份，存于）
- Ultimate Exile: A Gypsy Poet Expelled by Her People （页面存档备份，存于） The New York Times, January 8, 2007
- Úrad splnomocnenca vlády SR pre rómske komunity （页面存档备份，存于） na webe Ministerstva vnútra SR (archív staršieho obsahu （页面存档备份，存于） do roku 2012 na webe Úradu vlády SR)
- Dejiny Rómov （页面存档备份，存于） na webe Úradu splnomocnenca vlády SR pre rómske komunity
- Rómsky inštitút （页面存档备份，存于）, n.o.
- Amari Luma （页面存档备份，存于） – rómska internetová encyklopédia